# Custom House
The Custom House, la casa de duanes  (Irlandès: Teach an Chustaim) és un edifici neoclàssic del segle xviii de Dublín a la zona nord del riu Liffey a prop del pont Matt Talbot. Va ser dissenyat per James Gandon com a edifici de duanes del port de Dublín. Va ser completat el 1791 amb un cost de 200.000 £.
El 1800 el Decret d'Unió va centralitzar tots els assumptes duaners del Regne Unit a Londres pel que l'edifici mai no es va utilitzar.

## Arquitectura
Les quatre façanes estan decorades amb escuts d'armes i escultures ornamentals que representen els rius Irlandesos com per exemple el cap al·legòric del riu Liffey obra de Edward Smyth igual que les altres tretze. La façana principal està situada paral·lela al riu Liffey i destaca un pòrtic dòric central amb pavellons als costats coronats als extrems per dos escuts d'armes d'Irlanda. A la zona central de l'edifici es troba la cúpula de bronze què remata per una estàtua al·legòrica al comerç, realitzada per Henry Banks.
El 1921 durant la Guerra Angloirlandesa l'edifici va ser cremat per l'Exèrcit Republicà Irlandès a causa del seu simbolisme amb la sobirania anglesa de l'illa. L'incendi va trigar cinc dies a ser extingit realitzant greus danys a tot l'edifici. La seva reconstrucció va començar el 1926 però no va concloure fins al 1991.